# Laura Montoya
Laura Montoya (Upegi) (ur. 26 maja 1874 w Jericó w Antioquia, zm. 21 października 1949) – mistyczka, założycielka Zgromadzenia Misjonarek Maryi Niepokalanej i św. Katarzyny Sieneńskiej, święta Kościoła katolickiego i apostołka kolumbijskich Indian.

## Życiorys
Urodziła się jako drugie z trzech dzieci swoich rodziców Juana de la Crux Montoya i Dolores Upegui. Gdy miała 2 lata, zginął jej ojciec, wówczas zaopiekowała się nią babka. Nie miała wykształcenia, jednak została nauczycielką szkoły podstawowej.
W 1914 roku założyła Zgromadzenie Misjonarek Maryi Niepokalanej i św. Katarzyny ze Sieny.
Zmarła mając 75 lat w opinii świętości.
Została beatyfikowana przez papieża Jana Pawła II w dniu 25 kwietnia 2004 roku.
20 grudnia 2012 papież Benedykt XVI podpisał dekret uznający cud za wstawiennictwem bł. Laury Montoya, zaś 11 lutego 2013 podczas konsystorza wyznaczył datę jej kanonizacji. 12 maja 2013 została kanonizowana przez papieża Franciszka.